# Saint-Amant-Tallende
Saint-Amant-Tallende is een gemeente in het Franse departement Puy-de-Dôme (regio Auvergne-Rhône-Alpes). De plaats maakt deel uit van het arrondissement Clermont-Ferrand. Saint-Amant-Tallende telde op 1 januari 2022 1.811 inwoners.

## Geografie
De oppervlakte van Saint-Amant-Tallende bedroeg op 1 januari 2022 4,97 vierkante kilometer; de bevolkingsdichtheid was toen 364,4 inwoners per km².

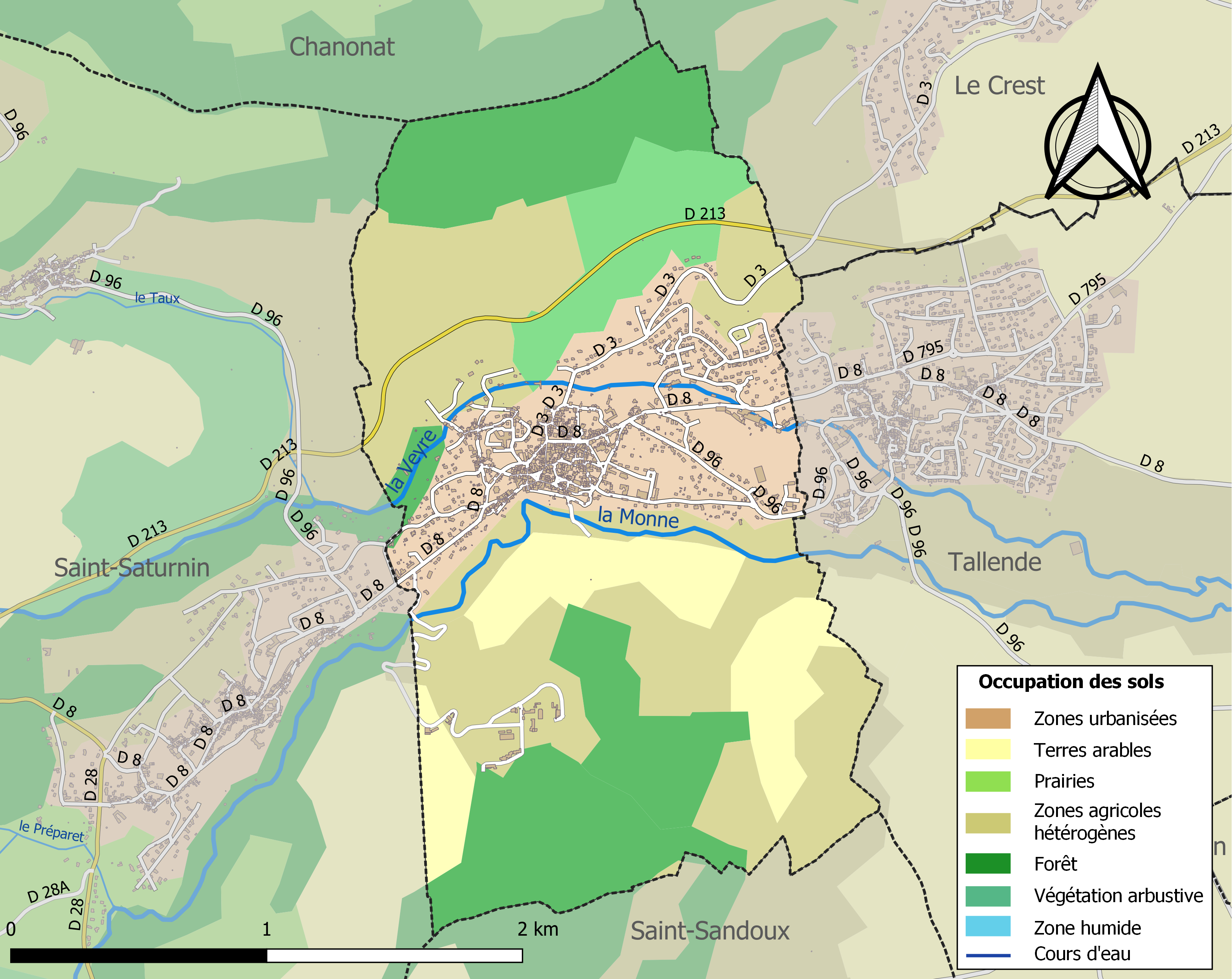
Kaart van de gemeente met belangrijkste infrastructuur, bodemgebruik en omliggende gemeenten

## Demografie
Onderstaande figuur toont het verloop van het inwonertal (bron: INSEE-tellingen).